# Amychodes incertus
Amychodes incertus är en insektsart som först beskrevs av Victor Lallemand 1950.  Amychodes incertus ingår i släktet Amychodes och familjen Eurybrachidae. Inga underarter finns listade i Catalogue of Life.